# Archiearis obscura
Archiearis obscura är en fjärilsart som beskrevs av Edward Alfred Cockayne 1952. Archiearis obscura ingår i släktet Archiearis och familjen mätare. Inga underarter finns listade i Catalogue of Life.